# Igroš
Igroš (serbisch-kyrillisch Игрош) ist ein Dorf mit den 559 Einwohnern (2011) in der serbischen Opština Brus im Distrikt Rasina. Im Jahr 2002 hatte es 637 Einwohner, von denen 635 Serben (99,68 %) waren.
Der Name lässt sich auf das späte 14. Jahrhundert zurückführen, als vorbeikommende Geschäftsleute immer um einen Groschen mehr gebeten haben, was auf Serbisch „jos jedan gros“ heißt oder abgekürzt Igros.
Die meisten Einwohner der Gemeinde sind in der Landwirtschaft tätig.

## Einwohnerentwicklung
| Jahr | Einwohner |
| 1948 | 950       |
| 1953 | 1029      |
| 1961 | 997       |
| 1971 | 881       |
| 1981 | 829       |
| 1991 | 749       |
| 2002 | 637       |

(Quelle:)